# Acanthurus coeruleus
Acanthurus coeruleus là một loài cá biển thuộc chi Acanthurus trong họ Cá đuôi gai. Loài cá này được mô tả lần đầu tiên vào năm 1801.

## Từ nguyên
Tính từ định danh của loài cá này, coeruleus, trong tiếng Latinh có nghĩa là "màu xanh lam", hàm ý đề cập đến màu sắc cơ thể của cá trưởng thành.

## Phạm vi phân bố và môi trường sống
A. coeruleus có phạm vi phân bố phổ biến ở Tây Đại Tây Dương. Từ bang New York và Bermuda, loài cá này được ghi nhận dọc theo bờ biển phía đông Hoa Kỳ, trải dài xuống bờ biển phía nam; trong vịnh México, A. coeruleus xuất hiện ngoài khơi México và bán đảo Yucatán, mở rộng phạm vi đến khắp chuỗi đảo Antilles và biển Caribe; ở phía nam, A. coeruleus xuất hiện dọc theo bờ biển Brasil, trải dài đến bang São Paulo, bao gồm các quần đảo ngoài khơi, xa nhất là đến đảo Ascension và đảo Saint Helena ở Trung Đại Tây Dương.
A. coeruleus sống gần các rạn san hô và bãi đá ngầm, cũng như những khu vực có nhiều cỏ biển, ở độ sâu đến 60 m.
Cuối năm 2011, một cá thể A. coeruleus chưa trưởng thành được chụp ảnh ở ngoài khơi Cộng hòa Síp. Năm 2015, một cá thể A. coeruleus chưa trưởng thành khác đã được thu thập ở bờ biển Địa Trung Hải của Israel. Các nhà khoa học nghĩ rằng, A. coeruleus có thể đã thiết lập một quần thể ở biển Levant, mặc dù chưa một cá thể trưởng thành nào được bắt gặp tại khu vực này tính đến hiện tại.

## Mô tả

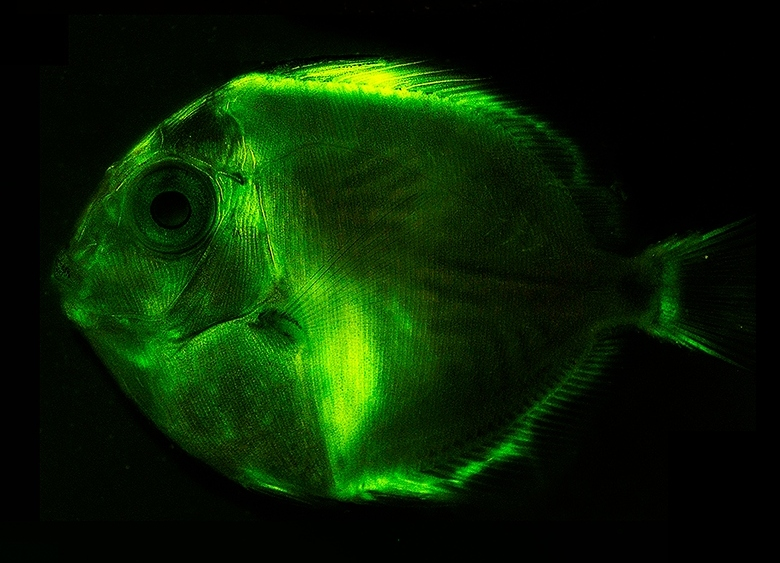
Cá ấu trùng của A. coeruleus đang phát ánh sáng màu xanh lục

Chiều dài cơ thể tối đa được ghi nhận ở A. coeruleus là 39 cm. Loài cá này có một mảnh xương nhọn màu vàng tươi hoặc trắng nhạt chĩa ra ở mỗi bên cuống đuôi tạo thành ngạnh sắc, là đặc điểm của họ Cá đuôi gai.
Cơ thể của A. coeruleus hình bầu dục thuôn dài. Sự phát triển của chúng có thể chia thành nhiều giai đoạn: cá bột, cá con đang lớn (màu vàng), cá gần trưởng thành (màu xám tím) và cá trưởng thành hoàn toàn (màu xanh lam thẫm).
Cá trưởng thành có màu xanh lam thẫm hoặc màu xanh lam tím với những đường sọc mảnh gợn sóng dọc theo hai bên thân và trên vây. Cá con có màu vàng tươi, có thể có viền màu xanh óng ở trên và dưới con ngươi; các vây có viền màu xanh lam sáng (trừ vây ngực). Giai đoạn trung gian (cá con đang lớn), A. coeruleus có màu xám tím; vây lưng và vây hậu môn màu xanh lam với các dải sọc màu nâu cam. Vào ban đêm, A. coeruleus có thể hiện các dải sọc dọc màu trắng trên cơ thể.
Cá ấu trùng của A. coeruleus được ghi nhận là có khả năng phát huỳnh quang sinh học với ánh sáng màu xanh lục. Hiện tượng phát huỳnh quang sinh học có thể hiểu là sự hấp thụ ánh sáng bởi một sinh vật, sau đó chúng sẽ phát lại ánh sáng đó thành một màu khác. Trái lại, hiện tượng phát quang sinh học là quá trình tạo ra ánh sáng bằng các phản ứng hóa học bên trong cơ thể một sinh vật, khác với hiện tượng phát huỳnh quang sinh học, chỉ là sự hấp thụ và phát lại ánh sáng.
Số gai ở vây lưng: 9; Số tia vây ở vây lưng: 23 - 26; Số gai ở vây hậu môn: 3; Số tia vây ở vây hậu môn: 21 - 23.

## Sinh thái và hành vi

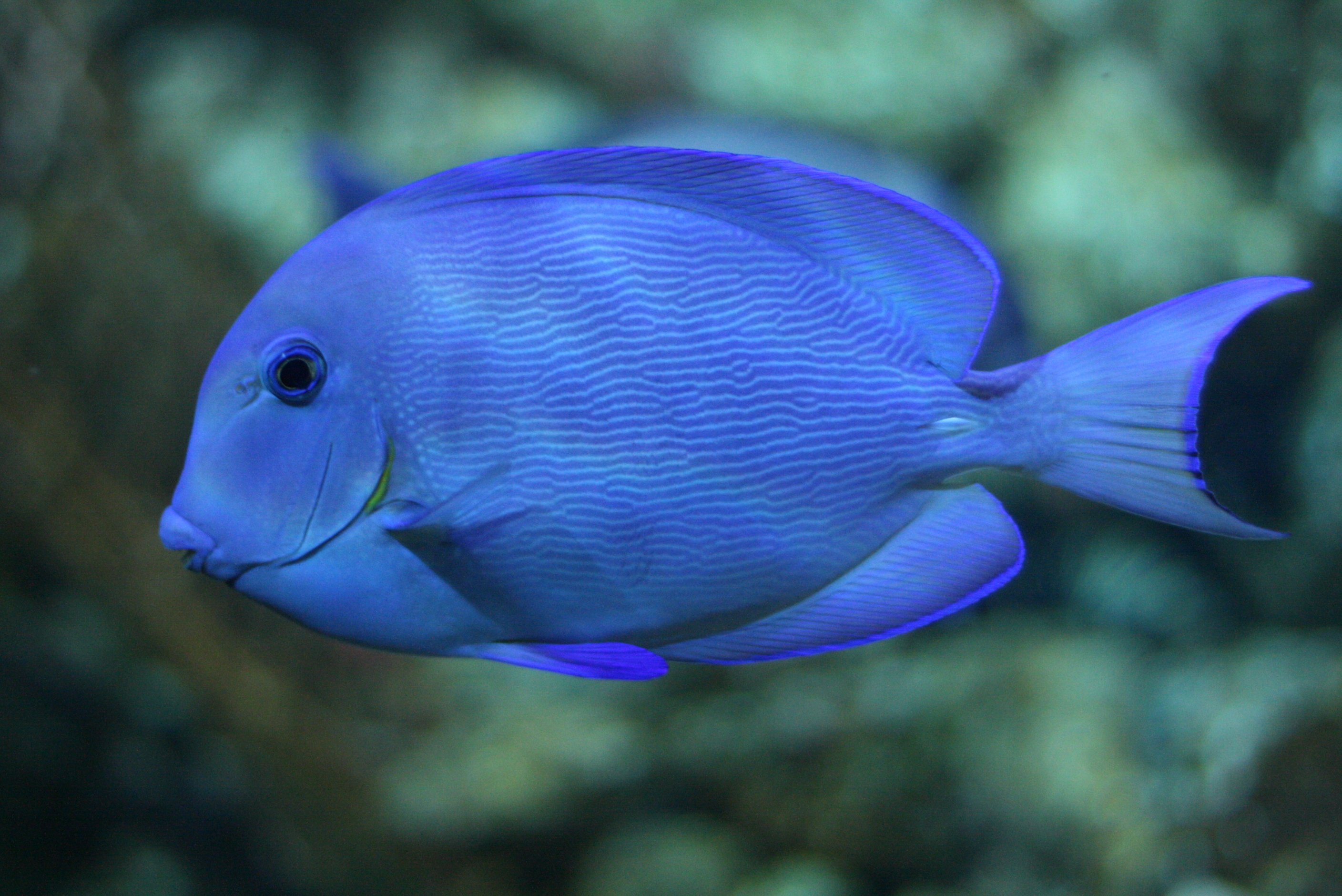
A. coeruleus trưởng thành hoàn toàn.

### Kiếm ăn
Thức ăn của A. coeruleus chủ yếu là các loại tảo mọc ở đáy biển, đôi khi chúng ăn cả cỏ biển. Cá con A. coeruleus, và cả cá con của loài Acanthurus chirurgus trong cùng phạm vi, cũng có thể ăn tảo bám trên cơ thể của đồi mồi dứa.
Sau cái chết hàng loạt của nhím biển của loài Diadema antillarum trên khắp các vùng biển thuộc Tây Đại Tây Dương vào năm 1983, các nhà khoa học nhận thấy, quần thể trưởng thành của A. coeruleus và A. chirurgus đã tăng lên đáng kể (lần lượt là 250% và 160%), do nguồn tảo biển dồi dào mà trước đây cả hai phải chia sẻ với D. antillarum.

### Dọn vệ sinh
Ngoài việc được những loài cá dọn vệ sinh làm vệ sinh cho, bản thân A. coeruleus cũng đóng vai trò là một "nhân viên dọn vệ sinh" cho những loài động vật lớn hơn.

#### Là "nhân viên vệ sinh"
Tại quần đảo Fernando de Noronha, các nhà khoa học đã ghi nhận những "trạm vệ sinh" được lập bởi những cá thể chưa trưởng thành của cá thia Abudefduf saxatilis và hai loài cá đuôi gai A. coeruleus và A. chirurgus (12 - 25 cá thể với chiều dài nằm trong khoảng từ 7 đến 12 cm). "Khách hàng" mà chúng phục vụ là những cá thể đồi mồi dứa (Chelonia mydas).

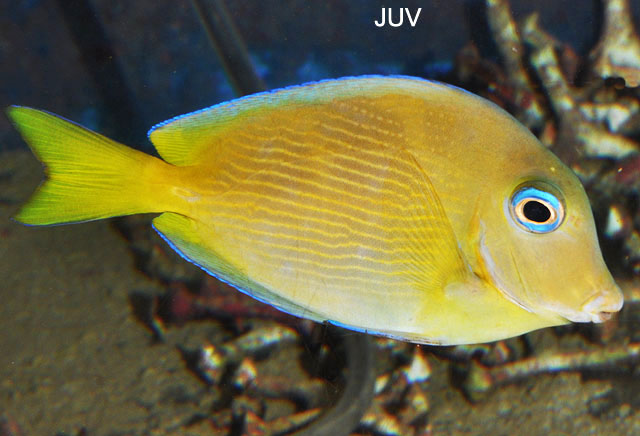
A. coeruleus chưa trưởng thành

Trước khi làm vệ sinh cho đồi mồi dứa, những "nhân viên vệ sinh" sẽ thực hiện một cuộc kiểm tra đặc trưng trên cơ thể đồi mồi, sau đó chúng sẽ cắn vào da của đồi mồi. Một số vết cắn trên da đồi mồi là do chúng bị "bức ép" bởi những "nhân viên vệ sinh". Thỉnh thoảng, đồi mồi dứa di chuyển chi trước của mình để đuổi những cá thể kiếm ăn theo cách này. Các bộ phận cơ thể của đồi mồi dứa được kiểm tra và làm sạch nhiều nhất là chân chèo.

#### Là "khách hàng"
Khi dừng chân ở những "trạm vệ sinh", những "vị khách" sẽ tạo dáng để ra hiệu cần được làm vệ sinh. Tuy nhiên, không phải tất cả các "khách hàng" đều tạo dáng ra hiệu, và có nhiều sự khác biệt trong việc tạo dáng giữa các loài. Ở A. coeruleus, để ra hiệu, chúng sẽ cúi đầu xuống dưới và quay ngược phần đuôi lên trên.
Theo một cuộc khảo sát, những cá thể A. coeruleus trưởng thành có thể phục hồi vết thương rất nhanh chóng và hoàn toàn. Tỉ lệ phục hồi vết thương ở loài cá này khá cao, bất kể là vết thương lớn hay nhỏ. Người ta nhận thấy, A. coeruleus hầu như không chết do nhiễm trùng từ những vết thương, và mô nhiễm trùng không được tìm thấy trên cơ thể cá con lẫn cá trưởng thành.
So với những cá thể sau khi đã phục hồi vết thương, những cá thể đang bị thương dành nhiều thời gian tại các "trạm vệ sinh" hơn để những loài cá dọn vệ sinh tìm những vết thương và ăn mô chết.

### Tổ chức xã hội

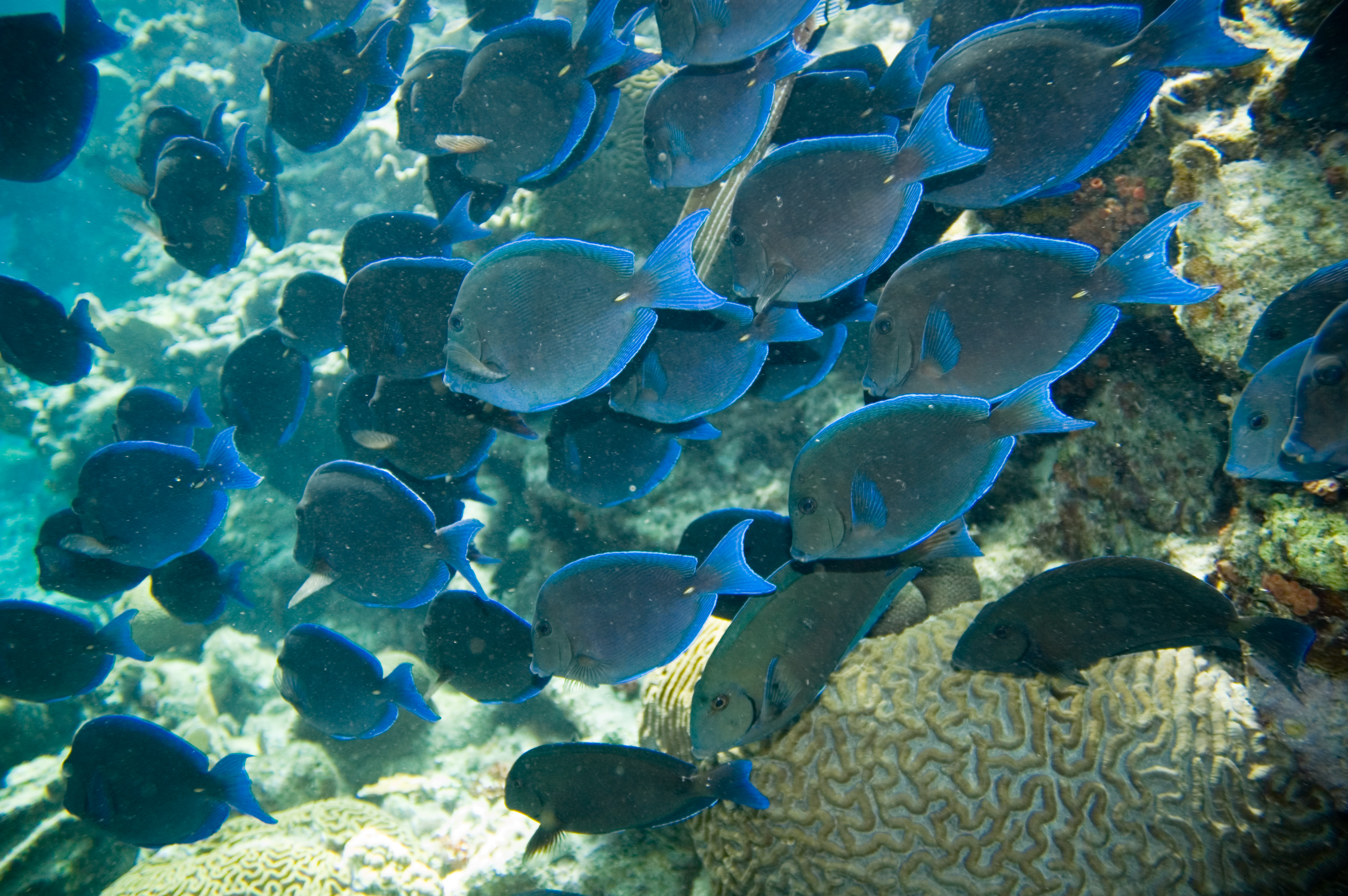
Một đàn A. coeruleus

A. coeruleus có ba hình thức sống: theo đàn, lãnh thổ hoặc lang thang. Những cá thể không có lãnh thổ riêng có xu hướng bơi lang thang vào buổi sáng và hợp thành đàn vào buổi trưa. Những cá thể chưa trưởng thành (là những cá thể có màu vàng) luôn tạo cho mình một lãnh thổ riêng biệt, và diện tích lãnh thổ sẽ tăng dần theo kích thước cơ thể. Ngoài ra, tỉ lệ lãnh thổ ở A. coeruleus sẽ tăng khi mật độ quần thể ngày càng tăng.
Lãnh thổ của A. coeruleus thường chồng lấn lên phạm vi của những loài cá đuôi gai khác và cá thia thuộc chi Stegastes. Chúng rất hung hăng và hay rượt đuổi đồng loại, nhất là cá con, và chúng được quan sát là đã dí đuổi những A. coeruleus trưởng thành sống đơn độc. Tuy vậy, cá con sống theo lãnh thổ lại hiếm khi bị Stegastes đuổi theo vì chúng có thể tránh mặt được loài cá này. A. coeruleus lãnh thổ bơi chậm hơn và ăn nhiều hơn những đồng loại sống lang thang và theo đàn.
Ngoài việc hợp thành đàn với đồng loại, A. coeruleus có thể bơi cùng với những loài khác. Chúng bơi rất nhanh và không tỏ ra hung dữ. Trong khi đó, những cá thể A. coeruleus lang thang bơi cách đáy một khoảng đáng kể, ít kiếm ăn hơn và thường xuyên ghé các "trạm vệ sinh" hơn.

## Đánh bắt
A. coeruleus là một thành phần của nghề đánh cá thủ công, được đánh bắt bằng giáo, bẫy và lưới rê. Bên cạnh đó, chúng cũng được xem là một loài cá cảnh, với giá bán trực tuyến dao động trong khoảng từ 25,98 đến 89,95 USD tùy theo kích cỡ mỗi con.